# Resolutie 1096 Veiligheidsraad Verenigde Naties
Resolutie 1096 van de Veiligheidsraad van de Verenigde Naties werd op 30 januari 1997 met unanimiteit aangenomen. De resolutie verlengde de UNOMIG-waarnemingsmissie in Abchazië met zes maanden.

## Achtergrond
Op de golf van opkomend onafhankelijkheidsstreven van Georgië uit de Sovjet-Unie tegen het einde van de jaren 1980, streefde de Abchazische minderheid in de Abchazische autonome republiek de onafhankelijkheid na, uit angst de autonomie in Georgië te verliezen. Het leidde tot etnische spanningen met de Georgiërs, die in Abchazië de grootste bevolkingsgroep waren.
In 1992 kwam het tot een gewapend conflict, waarbij ook Rusland betrokken raakte, dat het voor de Abchaziërs opnam. Begin 1993 braken zware gevechten uit om de Abchazische hoofdstad Soechoemi. In de zomer van 1993 werd een staakt-het-vuren afgesproken en werd de UNOMIG-waarnemingsmissie opgericht. De val van Soechoemi in september 1993 leidde tot grootschalige etnische zuiveringen tegen de Georgische gemeenschap.

## Inhoud

### Waarnemingen
Georgië en de Abchazen kregen hun conflict niet opgelost, door de onverzettelijke positie van laatstgenoemden. Het was noodzakelijk dat ze de mensenrechten strikt respecteerden. Beide zijden schonden regelmatig het Akkoord van Moskou. Ook de veiligheidssituatie in Gali bleef achteruitgaan. Ten slotte had het Gemenebest van Onafhankelijke Staten besloten het mandaat van hun vredesmacht in Abchazië uit te breiden en te verlengen tot 31 januari.

### Handelingen
De situatie in Georgië zat in een impasse. Secretaris-generaal Kofi Annan wilde de rol van de VN in het vredesproces versterken. Intussen was de dialoog op hoog niveau verder gezet. Er was ook vastgelegd dat het conflict geen oorzaak mocht zijn van demografische wijzigingen. Verder veroordeelde de Veiligheidsraad al het etnisch geweld en het leggen van mijnen, en eiste dat de Abchazen de vrijwillige terugkeer van vluchtelingen versnelde. De Veiligheidsraad verlengde het mandaat van de UNOMIG-waarnemingsmissie tot 31 juli. Ten slotte werd de secretaris-generaal gevraagd de Veiligheidsraad op de hoogte te houden en drie maanden later te rapporteren.

## Verwante resoluties
- Resolutie 1036 Veiligheidsraad Verenigde Naties (1996)
- Resolutie 1065 Veiligheidsraad Verenigde Naties (1996)
- Resolutie 1124 Veiligheidsraad Verenigde Naties
- Resolutie 1150 Veiligheidsraad Verenigde Naties (1998)

Lijst ·  1093 ·  1094 ·  1095 ·  1096 ·  1097 ·  1098 ·  1099 ·  1100 ·  1101 ·  1102 ·  1103 ·  1104 ·  1105 ·  1106 ·  1107 ·  1108 ·  1109 ·  1110 ·  1111 ·  1112 ·  1113 ·  1114 ·  1115 ·  1116 ·  1117 ·  1118 ·  1119 ·  1120 ·  1121 ·  1122 ·  1123 ·  1124 ·  1125 ·  1126 ·  1127 ·  1128 ·  1129 ·  1130 ·  1131 ·  1132 ·  1133 ·  1134 ·  1135 ·  1136 ·  1137 ·  1138 ·  1139 ·  1140 ·  1141 ·  1142 ·  1143 ·  1144 ·  1145 ·  1146